# 不二神探
《不二神探》（英語：Badges of Fury）是一部2013年上映、中国大陆与香港合拍的动作喜剧电影，由北京光线影业有限公司和香港影业国际有限公司出品，光线影业发行。该片由香港导演王子鸣执导，香港著名武术指导元奎担任动作导演，文章、李连杰、刘诗诗、陈妍希、柳岩领衔主演，并有众多明星客串出演。全片讲述警探王不二试图调查一宗离奇的连环杀人案件，在怀疑了多名嫌疑人并闹出诸多啼笑皆非的故事后，终于锁定真凶。
作为导演王子鸣拍摄的首部电影作品，本片于2012年6月10日在香港开机拍摄，同年8月30日杀青关机。影片原定于2013年6月28日在中国大陆正式公映，后提前至6月21日上映。

## 劇情簡介
內容主要講述黃飛紅（李連杰 飾)與搭檔王不二（文章 飾）調查連環謀殺案的故事。
警局女上司Angela（陳妍希 飾）將冒失衝動的王不二分配給黃飛紅做搭檔。第一次搭檔，在非法交易現場埋伏中，破壞了原本行動計畫，陰差陽錯放過了嫌疑人，並和突然出現的逃犯陳虎（鄒兆龍 飾）大打出手，最終令3人一起被上級訓斥一番。後來他們接手了“微笑離奇殺人事件”，並在查案過程中狀況百出：懷疑女明星劉金水（劉詩詩飾）是情殺兇手，並在電影拍攝現場抓獲正在拍攝動作戲扮演殺手的劉金水；潛入死者家蒐集證據時和保險調查員（吳京 飾）大打出手，又懷疑性感的保險銷售員戴依依（柳岩 飾）為了巨額保險謀殺受害者。最終卻發現兇手另有其人……

## 演員表
| 演員   | 角色       | 角色介紹                                         | 粵語配音 |
| 李連杰 | 黃飞紅     | 警察                                             | 陳欣     |
| 文 章  | 王不二     | 警察                                             | 何偉誠   |
| 劉詩詩 | 劉金水     | 演員，微笑死亡事件的當事人                       |          |
| 陳妍希 | Angela     | 督察, 黃飞紅和王不二的上司                       | 糖妹     |
| 柳 岩  | 戴依依     | 劉金水同母異父姐姐                               |          |
| 梁小龍 | 劉星       | 劉金水二叔                                       | 原声     |
| 冯德伦 | -          | 劉金水堂哥                                       |          |
| 謝天華 | 姚一韋     | 劉金水男友，拉丁舞師，微笑離奇死亡受害者之一。   | 原声     |
| 鄭嘉穎 | 李天賜     | 劉金水男友，演員，微笑離奇死亡受害者之一         | 原声     |
| 田 亮  | 鄭军       | 劉金水男友，跳水運動員，微笑離奇死亡受害者之一。 |          |
| 鄒兆龍 | 陳虎       | 通緝犯                                           | 葉振聲   |
| 吳 京  |            | 保險員                                           | 李家傑   |
| 林 峯  | 高敏       | 劉金水男友,向劉金水求婚時死亡                    | 原声     |
| 黃曉明 | 黑衣人     | 國際刑警                                         | 楊耀泰   |
| 馬伊琍 |            | Angela上司                                       |          |
| 方力申 | 天眼通     |                                                  | 原声     |
| 鄧麗欣 | 司機       |                                                  | 原声     |
| 佟大為 | 王峰       | 地產經理，微笑離奇死亡受害者之一。               |          |
| 何超儀 | 遺產律師   |                                                  | 原声     |
| 張同祖 | 廚師       |                                                  |          |
| 梁家仁 | 祥叔       |                                                  |          |
| 郭 峰  | 香港特首   |                                                  |          |
| 盧海鵬 | 医生       |                                                  | 原声     |
| 林 雪  | 的士司機   |                                                  | 原声     |
| 张梓琳 | 黃非紅老婆 |                                                  |          |
| 鄒文正 | 警察       | Anglela下屬                                      |          |
| 黃嘉樂 | 警察       | Anglela下屬                                      |          |
| 陳一天 | 警察       | Anglela下屬                                      |          |
| 王志飛 | 麥先生     |                                                  |          |
| 馮丹瀅 | 周小姐     |                                                  |          |
| 田啟文 | 派對客人   |                                                  | 原声     |
| 李丞责 | 導演       |                                                  | 原声     |
| 林子聰 | 導演       |                                                  | 原声     |
| 盧覓雪 | 舞蹈員     |                                                  |          |
| 陳子聰 | 毒犯       |                                                  |          |
| 恭碩良 | 毒犯       |                                                  |          |

## 票房
該片在中國大陸上映後，首周三天票房達9546萬元，為該週的票房亞軍。至7月21日累計近2.86億元人民幣。

## 外部連結
- 《不二神探》新浪網专题（页面存档备份，存于）
- 互联网电影数据库（IMDb）上《不二神探》的资料（英文）
- Yahoo奇摩電影上《不二神探》的資料（繁體中文）
- 《不二神探 （页面存档备份，存于）》在香港雅虎的電影頁面（繁體中文）
- 香港影庫上《不二神探》的資料（繁體中文）
- 開眼電影網上《不二神探》的資料（繁體中文）
- 时光网上《不二神探》的資料（简体中文）
- 豆瓣电影上《不二神探》的資料 （简体中文）